# レヴェン・ランビン
レヴェン・ランビン（Leven Rambin、1990年5月17日 - ）は、アメリカ合衆国の女優。

## プロフィール
テキサス州のヒューストンで生まれる。父親ジョセフ・ハワード・ランビン3世は、ヒューストン最大の不動産会社を経営している会社経営者。祖父J・ハワード・ランビン・ジュニアは、かつてセブンシスターズの内の一社だった米国大手石油会社テキサコの元社長兼CEO。主に同州で育つ。ヒューストン映画演劇学校に通い、テキサス工科大学が運営するテキサス工科大学独立学区で学ぶ。
2004年から2010年まで、米国ABCのテレビドラマ『オール・マイ・チルドレン』にメインキャストで定期的に出演、ジャクソンの娘リリー・モンゴメリーを演じ、同役で2006年度と2007年度のデイタイム・エミー賞の優秀若手女優部門で2回ノミネートされた。
2008年から2009年まで、テレビドラマ『ターミネーター サラ・コナー・クロニクルズ』にレギュラーのライリー・ドーソン役で出演。『グレイズ・アナトミー 恋の解剖学』に計5話、『CSI:マイアミ』で計４話出演、また、『プライベート・プラクティス 迷えるオトナたち』、『ウェイバリー通りのウィザードたち』、『リップスティック・ジャングル』、『One Tree Hill』といったテレビドラマに出演を果たす。
2012年公開の映画『ハンガー・ゲーム』でグリマー役で、同年、映画『マーヴェリックス/波に魅せられた男たち』にキム役で出演した。

## 主な出演作品

### 映画
- Austin Golden Hour (2008)
- Gigantic (2008)
- Case 219 (2010)
- ハンガー・ゲーム The Hunger Games (2012)
- マーヴェリックス/波に魅せられた男たち Chasing Mavericks (2012)
- パーシー・ジャクソンとオリンポスの神々/魔の海 Percy Jackson: Sea of Monsters (2013)
- フォーエバー・パージ The Forever Purge (2021)

### テレビドラマ
- The Book of Daniel (2006)
- LAW & ORDER:性犯罪特捜班 Law & Order: Special Victims Unit (2007)
- リップスティック・ジャングル Lipstick Jungle (2008)
- ターミネーター サラ・コナー・クロニクルズ Terminator: The Sarah Connor Chronicles (2008 - 2009)
- オール・マイ・チルドレン All My Children (2004 - 2010)
- グレイズ・アナトミー 恋の解剖学 Grey's Anatomy (2009 - 2010)
- プライベート・プラクティス 迷えるオトナたち Private Practice (2010)
- Scoundrels (2010)
- ウェイバリー通りのウィザードたち Wizards of Waverly Place (2011)
- CSI:マイアミ CSI: Miami (2011)
- One Tree Hill One Tree Hill (2011)
- TRUE DETECTIVE True Detective (2015)

## 参考
1. 1 2  “Biography for Leven Rambin”. 2013年6月14日閲覧。
2. ↑  “Cyber School Halls of Fame”. 2012年2月19日時点のオリジナルよりアーカイブ。2013年6月4日閲覧。
3. ↑  “‘Hunger Games’ Sets Leven Rambin For Glimmer Role”. 2013年6月4日閲覧。